# RetroArch
Retroarch（レトロアーチ）はフリーかつオープンソースで開発されているゲームエミュレータ、メディアプレーヤー、ゲームエンジンである。
これまでに様々なプラットフォームに移植されており、Windows、macOS、Linux、iOS、Androidなどのプラットフォームにとどまらず、ゲームキューブ、Wii、Wii U、Switch、PS2、PS3、PS4、PS5、Xboxシリーズなどの据置型ゲーム機、3DS、PSP、PS Vitaなどの携帯ゲーム機、Web版など、多くのプラットフォームに移植されている。

## 概要
エミュレータ、ゲームエンジン、メディアプレーヤーや、その他のアプリケーションの起動が可能な、クロスプラットフォームのフロントエンドとして設計されている。また、高速、軽量、ポータブルで、依存関係のないように設計されたLibretro APIのリファレンス実装として作られたソフトウェアである。
オープンソースで自由な改変が認められているため、Raspberry Pi、ODROIDなどでも動作し、あらゆるデバイスで動作させることができる。また、RetroArchを組み込んだOSであるLakkaなども存在する。

## 特徴

### コア
RetroArchで最も特徴的なのが、Libretro Coreといわれるエミュレータの機能を搭載したプログラム群を取り込むことで、多くの機種のソフトを動作させている点である。
入力、オーディオ、ビデオドライバー、さらにダイナミックレートコントロール、オーディオフィルター、マルチパスシェーダー、ネットプレイ、ゲームプレイリワインディング、チートなどの他の洗練された機能を、動的ライブラリであるLibretro Coreに変換し、多くの機能を搭載している。

### ユーザーインターフェース
CUIや、ゲームパッドに最適化されたGUIを複数搭載する。同じUI構造を複数のプラットフォーム間で採用し、一貫性を保っている。
ソニーのXMBのデザインを取り入れた「XMB」や、Nintendo  Switchのデザインに近い「Ozone」、一部機種ではデフォルトとなっているシンプルな「RGUI」、そしてモバイルOSとの親和性の強い、Material Designを採用した「GLUI」が存在する。他にもPC向けのインターフェースとして、バージョン1.7.3のリリース前に発表された、QTベースの「WIMP」もある。
スマートフォンなどのタッチスクリーンを備えるデバイスでは、ボタンオーバーレイによりタッチ操作だけでゲームを遊ぶことができる。

### Libretroデータベース
Core、ゲーム、チートなどのリブレトロデータベースを備えている。ディレクトリのファイルのハッシュサムを、既知のゲームのハッシュサムのデータベースと比較することにより、プレイリストを自動的に構築する。ゲームのボックスアートのサムネイルも自動取得する。

### 主な機能

#### グラフィックス
高度なGPUシェーダーへの対応、効率的に活用される画像スケーリングアルゴリズム、複雑なCRTのエミュレーション、NTSCビデオアーティファクト、その他の効果を可能にするマルチパス後処理シェーダーパイプライン、タイミングの欠陥を滑らかにしながら、ビデオとオーディオを同期させるダイナミックレートコントロールなどの機能を備える。
また、OpenGLとVulkanの両方に対応している。
FFmpegのlibavcodecを使用したロスレスビデオ録画の機能を組み込んでいる。

#### ゲームパッド
Retropadと呼ばれるゲームパッド抽象化レイヤーを備え、ゲームパッドを接続した後にすぐ使えるようになっている。XInputコントローラーの自動設定は、RetroArch自体に組み込まれており、他のコントローラータイプは外部プロファイルとして利用できる。

#### ネットプレイ
GGPOに似たロールバック技術を使用し、既存のゲームでP2Pネットプレイを楽しむことができる。

#### ユーザー体験
自動で途中セーブを行ったり、SRAM上書きの無効化などができる機能や、フレームごとにゲームプレイを巻き戻す機能を備える。また、トロフィーやバッジのロックを解除する、RetroAchievementsサービス、アチーブメントトラッキングに対応する。
Run-Ahead機能により、セーブステートと早送りの両方を使用して、エミュレートされたシステムの入力遅延を軽減させられる。
他にも、外部の機械翻訳サービスを利用して、画面上のゲームテキストを翻訳できる機能を備える。

#### その他
イコライザー、リバーブ、その他のエフェクトなどのオーディオDSPプラグインや、低入力とオーディオラグオプションを備える。

## 対応するエミュレータ
各プラットフォームに対応するLibretro Coreを、RetroArchアプリ内でダウンロード・インストールできる。
| 機種                                                  | Core (エミュレータ)                              |
| ----------------------------------------------------- | ------------------------------------------------ |
| 3DO                                                   | 4DO                                              |
| Amstrad CPC                                           | Caprice32 CrocoDS                                |
| Arcade                                                | MAME MESS FinalBurn Neo FinalBurn Alpha          |
| Atari 2600                                            | Stella                                           |
| Atari 5200                                            | a5200 Atari800                                   |
| Atari 7800                                            | ProSystem                                        |
| Atari Falcon                                          | Hatari                                           |
| Atari Jaguar                                          | Virtual Jaguar                                   |
| Atari Lynx                                            | Mednafen Handy                                   |
| Atari ST                                              | Hatari                                           |
| ワンダースワン                                        | Mednafen                                         |
| コレコビジョン                                        | blueMSX Gearcoleco                               |
| コモドール64                                          | VICE Frodo                                       |
| Commodore 128                                         | VICE                                             |
| Amiga                                                 | PUAE UAE4ARM                                     |
| Commodore CBM-II                                      | VICE                                             |
| Commodore PET                                         | VICE                                             |
| Commodore Plus/4                                      | VICE                                             |
| VIC-20                                                | VICE                                             |
| MS-DOS and compatible operating systems               | DOSBox DOSBox-Pure DOSBox-SVN                    |
| Electronika - BK-0010/BK-0011                         | M                                                |
| Fairchild Channel F                                   | FreeChaF                                         |
| Vectrex                                               | vecx                                             |
| Handheld electronic game                              | GW                                               |
| Mac II                                                | minivmac                                         |
| Odyssey²                                              | O2EM                                             |
| Intellivision                                         | FreeIntv                                         |
| Mega Duck                                             | SameDuck                                         |
| MSX                                                   | fMSX blueMSX                                     |
| NEC PCエンジン / CD                                   | Mednafen                                         |
| NEC TurboGrafx-16 / SuperGrafx                        | Mednafen                                         |
| NEC PC-8000 / PC-8800                                 | QUASI88                                          |
| NEC PC-98                                             | Neko Project II Kai Neko Project II              |
| NEC PC-FX                                             | Mednafen                                         |
| NEC TurboGrafx-CD                                     | Mednafen                                         |
| Nintendo 3DS                                          | Citra Citra 2018                                 |
| Nintendo 64                                           | Mupen64Plus Mupen64Plus-Next ParaLLEl N64        |
| Nintendo DS                                           | DeSmuME DeSmuME 2015 melonDS                     |
| ファミリーコンピュータNintendo Entertainment System   | higan Emux FCEUmm Nestopia UE QuickNES Mesen     |
| ファミコンディスクシステム                            | FCEUmm Mesen Nestopia higan QuickNES             |
| ゲームボーイ/カラー                                   | Emux Gambatte SameBoy TGB Dual higan Mesen-S     |
| ゲームボーイアドバンス                                | Mednafen gpSP Meteor mGBA VisualBoyAdvance       |
| ゲームキューブ                                        | Dolphin                                          |
| ポケモンミニ                                          | PokeMini                                         |
| スーパーファミコンSuper Nintendo Entertainment System | higan Mednafen bsnes Snes9x Mesen-S              |
| スーパーカセットビジョン                              | Libretro-EmuSCV                                  |
| バーチャルボーイ                                      | Mednafen                                         |
| Wii                                                   | Dolphin                                          |
| Palm OS                                               | Mu                                               |
| Philips CD-i                                          | SAME CDi Cdi 2015                                |
| 32X                                                   | PicoDrive                                        |
| Dreamcast                                             | Redream Flycast (formerly Reicast)               |
| ゲームギア                                            | Genesis Plus GX PicoDrive SMS Plus GX Gearsystem |
| セガマスターシステム                                  | PicoDrive Genesis Plus GX SMS Plus GX Gearsystem |
| メガCD/セガCD                                         | Genesis Plus GX PicoDrive                        |
| メガドライブ/ジェネシス                               | Genesis Plus GX BlastEm PicoDrive                |
| セガサターン                                          | uoYabause Mednafen YabaSanshiro Kronos           |
| Sega ST-V                                             | Kronos                                           |
| Sega VMU                                              | VeMUlator                                        |
| SG-1000                                               | blueMSX Gearsystem                               |
| Sharp X1                                              | X Millennium                                     |
| X68000                                                | PX68k                                            |
| ZX81                                                  | EightyOne                                        |
| ZX Spectrum                                           | Fuse                                             |
| PlayStation                                           | Mednafen PCSX ReARMed DuckStation SwanStation    |
| PlayStation 2                                         | Play! PCSX2                                      |
| PlayStation Portable                                  | PPSSPP                                           |
| ネオジオポケット / カラー                             | Mednafen RACE                                    |
| Spectravideo                                          | blueMSX                                          |
| 3DO Interactive Multiplayer                           | Opera                                            |
| Thomson computers                                     | Theodore                                         |
| Uzebox                                                | Uzem                                             |
| 光速船                                                | VecXGL                                           |
| Watara Supervision                                    | Potator                                          |

## 歴史
かつてはSSNESという名称で開発されており、プログラマーのNearによって開発されたLibretroの前身「Libsnes」に基づくスーパーファミコン対応のエミュレータであった。
2010年にHans-Kristian Arntzen (themaister) が、GitHubで最初の変更をコミットして開発が始まった。スーパーファミコンソフトを動作させるエミュレータ、bsnesのQtベースのインターフェースの置き換えを指向していたが、のちにより多くの機種に対応するための「Core」を組み込む、マルチエミュレータに成長していった。
2012年4月21日、こうした変化を反映するために、SSNESは正式にRetroArchに改名された。
バージョン1.0.0.0は2014年1月11日にリリースされ、当時から7つの異なるプラットフォームで利用可能だった。
2016年2月16日、Vulkanのサポートを公式でのリリース開始と同時に実装した。
同年11月27日、Libretroチームは、Lakkaと同時並行で、Patreonでバグ修正に協力する開発者に報奨金を提供し、マッチメイキングサーバーのコストをカバーすることを発表した。
翌12月、セガと契約していたGoGamesが、SEGA ForeverプロジェクトにRetroArchを採用しようと、Libretroチームに接触した。ただ、最終的にはライセンスの意見の相違により、実現しなかった。
2018年4月、「Run-Ahead」と呼ばれる入力遅延補償機能が追加された。
2020年8月、悪意あるユーザーが信頼できるチームメンバーになりすまし、LibretroチームのbuildbotサーバーとGitHubアカウントにアクセスし、サーバーを初期化する事態が発生した。
同年11月、PCSX2の Libretro Coreと組み合わせすることで、Xbox Series X/SがPlayStation 2ソフトの動作に対応した。なお当時は、PS2の開発元であったSIEのPlayStation 5ですら対応していなかった。
2021年9月14日、Steamでリリースされた。2年前の2019年7月から、Steamworksの機能をプラットフォームの統合と、Steamでの無料配布が計画されていた。

## 評価
RetroArchを起動するだけで、多くのプラットフォームの数多くのゲームを遊べる点が評価されている。
また、多機能である点も賞賛される一方で、広範な数のオプションがあるため、設定が難しい点も指摘されている。
Android向けアプリとしては、オーバーレイをカスタマイズできる点、拡張性、いくつかのUSBおよびBluetoothコントローラ・周辺機器との互換性、無料で広告がないという点が評価されている。
Tyler LochはArs Technicaに寄稿し、RetroArchの「Run-Ahead」機能は「おそらくレトロゲームコミュニティがこれまでに見てきた経験の最大の改善」であると述べた。